# Paranthrene porphyractis
Paranthrene porphyractis is een vlinder uit de familie wespvlinders (Sesiidae), onderfamilie Sesiinae.
Paranthrene porphyractis is voor het eerst wetenschappelijk beschreven door Meyrick in 1937. De soort komt voor in het Afrotropisch gebied.